# Edmund Lalrindika
Edmund Lalrindika (Lunglei, 24 aprile 1999) è un calciatore indiano, attaccante dell'East Bengal.

## Carriera

### Club
Ha giocato nella prima divisione indiana.

### Nazionale
Nel 2024 ha esordito nella nazionale indiana.

## Statistiche

### Presenze e reti nei club
| Stagione           | Club               | Campionato         | Campionato | Campionato | Coppe nazionali | Coppe nazionali | Coppe nazionali | Coppe continentali | Coppe continentali | Coppe continentali | Supercoppe | Supercoppe | Supercoppe | Totale | Totale |
| Stagione           | Club               | Comp               | Pres       | Reti       | Comp            | Pres            | Reti            | Comp               | Pres               | Reti               | Comp       | Pres       | Reti       | Pres   | Reti   |
| ------------------ | ------------------ | ------------------ | ---------- | ---------- | --------------- | --------------- | --------------- | ------------------ | ------------------ | ------------------ | ---------- | ---------- | ---------- | ------ | ------ |
| gen.-apr.2020      | East Bengal        | IL                 | 2          | 0          | -               | -               | -               | -                  | -                  | -                  | -          | -          | -          | 2      | 0      |
| 2023-2024          | Inter Kashi        | IL                 | 24         | 4          | SC              | 4               | 2               | -                  | -                  | -                  | -          | -          | -          | 28     | 6      |
| 2024-2025          | Inter Kashi        | IL                 | 19         | 5          | SC              | 2               | 0               | -                  | -                  | -                  | DC         | 3          | 0          | 24     | 5      |
| Totale Inter Kashi | Totale Inter Kashi | Totale Inter Kashi | 43         | 9          |                 | 7               | 2               |                    | -                  | -                  |            | 3          | 0          | 52     | 11     |
| 2025-2026          | East Bengal        | ISL+CPD            | 0+2        | 0          | SC              | 0               | 0               | -                  | -                  | -                  | DC         | 5          | 0          | 7      | 0      |
| Totale East Bengal | Totale East Bengal | Totale East Bengal | 4          | 0          |                 | 0               | 0               |                    | -                  | -                  |            | 5          | 0          | 9      | 0      |
| Totale Carriera    | Totale Carriera    | Totale Carriera    | 47         | 9          |                 | 7               | 2               |                    | -                  | -                  |            | 8          | 0          | 61     | 11     |

### Cronologia presenze e reti in nazionale
| Cronologia completa delle presenze e delle reti in nazionale ― India | Cronologia completa delle presenze e delle reti in nazionale ― India | Cronologia completa delle presenze e delle reti in nazionale ― India | Cronologia completa delle presenze e delle reti in nazionale ― India | Cronologia completa delle presenze e delle reti in nazionale ― India | Cronologia completa delle presenze e delle reti in nazionale ― India | Cronologia completa delle presenze e delle reti in nazionale ― India | Cronologia completa delle presenze e delle reti in nazionale ― India |
| Data                                                                 | Città                                                                | In casa                                                              | Risultato                                                            | Ospiti                                                               | Competizione                                                         | Reti                                                                 | Note                                                                 |
| -------------------------------------------------------------------- | -------------------------------------------------------------------- | -------------------------------------------------------------------- | -------------------------------------------------------------------- | -------------------------------------------------------------------- | -------------------------------------------------------------------- | -------------------------------------------------------------------- | -------------------------------------------------------------------- |
| 6-6-2024                                                             | Calcutta                                                             | India                                                                | 0 – 0                                                                | Kuwait                                                               | Qual. Mondiali 2026                                                  | -                                                                    | 83’ 90+4’                                                            |
| 11-6-2024                                                            | Al Rayyan                                                            | Qatar                                                                | 2 – 1                                                                | India                                                                | Qual. Mondiali 2026                                                  | -                                                                    | 87’                                                                  |
| 9-9-2024                                                             | Hyderabad                                                            | India                                                                | 0 – 3                                                                | Siria                                                                | Coppa Intercontinentale 2024 - 1º turno                              | -                                                                    | 77’                                                                  |
| 12-10-2024                                                           | Nam Dinh                                                             | Vietnam                                                              | 1 – 1                                                                | India                                                                | Amichevole                                                           | -                                                                    | 67’                                                                  |
| 18-11-2024                                                           | Hyderabad                                                            | India                                                                | 1 – 1                                                                | Malaysia                                                             | Amichevole                                                           | -                                                                    | 79’                                                                  |
| Totale                                                               |                                                                      | Presenze                                                             | 5                                                                    |                                                                      | Reti                                                                 | 0                                                                    |                                                                      |

## Palmarès
- Indian Super League: 1

Bengaluru: 2018-2019
- I-League: 1

Inter Kashi: 2024–2025